# Margarita de Hungría (emperatriz bizantina)
Margarita de Hungría (1175 – 1223), fue una princesa real húngara, hija mayor del rey Bela III de Hungría y de su primera esposa Inés de Châtillon.

## Biografía
Se estima que Margarita nació hacia 1175 y que ya en 1185 fue entregada como esposa al emperador bizantino Isaac II Ángelo, cuando adoptó el nombre de María en el momento de su conversión a la religión cristiana ortodoxa. De su matrimonio nacieron dos hijos varones:
- Juan Ángelo
- Manuel Ángelo, candidato a la sucesión al trono bizantino[2]

Su esposo murió en febrero de 1204, y la viuda Margarita fue desposada por Bonifacio de Montferrato, marqués de Montferrato (1191-1207) y rey de Tesalónica (1204-1207), al cual también le dio un hijo varón, Demetrio. Luego de la muerte de Bonifacio en 1207, Demetrio se convirtió en rey de Tesalónica, sucediendo a su padre.
Margarita se volvió nuevamente a casar por tercera vez en septiembre de 1207. Su esposo fue el duque Nicolás de Saint Omer, al cual le dio dos hijos, Bela luego de 1208, y Guillermo, cerca de 1210 en Flandria.
Margarita murió cerca de 1223 lejos de su suelo natal.